# Ореховлє (Мірен-Костанєвіца)
Ореховлє (словен. Orehovlje) — поселення в общині Мірен-Костанєвіца, Регіон Горишка, Словенія. Висота над рівнем моря: 48,1 м.